# Wasted…Again
Wasted…Again – jedenasta płyta zespołu Black Flag wydana w 1987 roku przez firmę SST Records. Album zawiera nagrania dokonane pomiędzy styczniem 1978 a marcem 1985 roku.

## Lista utworów
Wszystkie utwory skomponował Greg Ginn z wyjątkiem tych podanych w nawiasie.
1. Wasted (Ginn/Keith Morris) – 0:51
2. T.V. Party – 3:31
3. Six Pack – 2:20
4. I Don't Care (Ginn/Morris) – 1:00
5. I've Had It – 1:24
6. Jealous Again – 1:52
7. Slip It In – 6:16
8. Annihilate This Week – 4:44
9. Loose Nut – 4:33
10. Gimmie Gimmie Gimmie – 2:00
11. Louie, Louie (Richard Berry) – 1:20
12. Drinking and Driving (Ginn/Henry Rollins) – 3:22

## Muzycy
- Keith Morris – wokal (1, 4, 5 i 10)
- Chavo Pederast – wokal (6)
- Dez Cadena – wokal (3 i 11)
- Henry Rollins – wokal (2, 7, 8, 9, i 12)
- Greg Ginn – gitara
- Chuck Dukowski – gitara basowa (1, 2, 3, 4, 5, 6, 10, 11)
- Kira Roessler – gitara basowa (7, 8, i 9)
- Brian Migdol – perkusja (1, 4, 5 i 10)
- ROBO – perkusja (2, 3, 6 i 11)
- Bill Stevenson – perkusja (7, 8, 9 i 12)